# 赤龍 (小說)
《赤龍》（日语：レッドドラゴン）是星海社於2012年1月31日至2014年5月29日在《最前線》連載的小說，由桌上角色扮演遊戲（TRPG）的遊戲過程改編而來。2015年2月東寶動畫（TOHO animation）、星海社、世嘉共同合作，宣佈以小說為基礎的大型多媒體計劃，包括推出電視動畫《Chaos Dragon 赤龍戰役》、手機遊戲《Chaos Dragon 混沌戰爭》和桌上遊戲《Chaos Dragon 霸王春秋》。
電視動畫《Chaos Dragon 赤龍戰役》在2015年7月開始播放。而《Chaos Dragon 混沌戰爭》與《Chaos Dragon 霸王春秋》故事均發生在動畫的10年後，需由玩家自行創造故事。

## 故事簡介

### 赤龍戰役
煌歷3015年，兩大國多納提亞與黃爛進入冷戰狀態，世界因此變得四分五裂。其中小島國尼爾加姆伊喪失獨立權，國家的守護神「赤龍」發生異變而暴走，為此，來自三國的精英們組成了名為「混成調查隊」的部隊前往調查事件真相。

### 混沌戰爭
在因為「赤龍」陷入瘋狂而引發的「赤龍戰役」十年後，身為世界根源的七龍之中，又有三柱龍陷入瘋狂。狂亂的魔素將人轉化為非人之物，世界到處都是混沌龍的軍隊，世界因此陷入混沌戰爭之中。

### 霸王春秋
西方大國「多納提亞」的皇帝駕崩，多納提亞與東方大國「黃爛」之間因而終止了短暫的和平。多納提亞帝國分裂成數個獨立國家。所有國家為了掌握世界的霸權紛紛爭奪龍的遺骸「龍骸」，還有狂亂之龍所造成的「魔素之地」為目標而開始行動。
來自七個國家的七位霸者，賭上世界霸權而互相爭鬥。歷史的巨輪來到「霸王春秋」的時代。

## 登場角色

### 混成調查隊
忌息（聲：井上麻里奈）　另譯：忌布基、忌吹
島國尼爾加姆伊上視為神明「煌統種」的後裔。
獲得了尼爾加姆伊守護龍「赤龍」的契約，是以最珍視朋友的靈魂為代價來杀敌的力量（但他并不希望拥有這種的力量）。
和雙胞胎的妹妹一同出生於世，因為占星術師所顯示的神託而被視為禁忌之子，本來在出生後馬上就會被處刑，但是藉由其母華夜的計劃而被秘密綁走，之後與祖父母共同生活。
艾夏（聲：澤城美雪）　另譯：艾哈、艾荷
10歲。革命軍的一員，擔任忌息的護衛。
藉由特殊蔓藤和兇暴的魔物連結在一起，是與魔物聯結共生的「連接者」，使役著與之共生的魔獸「瓦爾」。
因為與魔物共生的關係，壽命只能活到15歲。
婁（聲：內田真禮）
原名婁震戒，男性，26歲。動畫版為婁震華，並轉為女性角色。
隸屬黃爛宗教組織——八爪會的武裝僧侶。作為暗殺者的名氣在黑暗世界中無人不知。
史瓦羅（聲：齊藤壯馬）
原名史瓦羅·克拉茨瓦利，25歲。西方大國多納提亞的新人黑龍騎士，排名30位。
原本是沒落的貴族。手上帶有「破壞詛咒」，只要使用物品，物品就會被破壞而被消滅殆盡。
梅莉爾（聲：照井春佳）
原名梅莉爾·夏貝特，27歲。以追隨者身份和史瓦羅共同行動的女性，幫助因為詛咒無法自由使用雙手的史瓦羅。史瓦羅一旦失言會用嚴厲的態度糾正他。
身為夏貝特商會的首領，同時也負責管理克拉茨瓦利家的資產。
瓦爾
雙目損毀，巨犬形態和蝙蝠翅膀並存的魔物，經由特殊的途徑與艾哈共享生命。
妖劍七殺天凌（聲：關智一）
婁擁有的魔劍。原作中其靈魂為女性，與婁一樣在動畫反轉了性別。

### 尼爾卡姆伊

#### 革命軍
阿基特（聲：山寺宏一）
過去在王城內擔任講師，教導忌息讀書。現在是革命軍的領導者，為了讓島國尼爾加姆伊獨立而從事各種破壞活動。就算被關到牢獄中仍然堅持獨立理念，繼續指揮部下。
緋焰（聲：江口拓也）
在七年戰爭中失去自己的妹妹，從此就獨自一人行動的少年劍士。隸屬革命軍的精銳部隊「百鬼隊」，雖然一開始對赤龍的契約者忌息很冷淡，經過一段時間後已經願意效忠忌息。
浮岳（聲：赤羽根健治）
忌息的師兄，在劍術比賽中從來沒有輸過給忌息。國王駕崩前就和忌息是好朋友，現在也保持友人的關係。為了讓忌息登基為王而接受阿基特的命令行動，在革命軍中有很高的地位。

#### 孤兒院
真白（聲：古木望）
從小就和繼承煌統種血統的忌息一起生活，並和他在孤兒院一起照顧孩子們的少女。負責烹飪和外出購物，是個買東西時一定會殺價的認真少女。同時也是侍奉赤龍契約者的巫女。
可伊（聲：渡邊遙）
在尼爾加姆伊與黃爛的七年戰爭中失去父母，被孤兒院收留。所似平常很開朗的可伊一提到七年戰爭情緒就會很激動。將真白當作姐姐仰慕，同時對她有淡淡的戀心。因此會嫉妒和真白感情很好的忌息。

#### 其他
庫拉瑪（聲：大川透）
尼爾卡姆伊議會議長。

### 黃爛
榮
八爪會的所屬武僧。
甘慈
黃爛軍的軍師。
樂紹（聲：松井惠理子）
黃爛軍的千人長，聲射將軍。擅長陣術和使用槍械，是黃爛軍著名狙擊手。
在「七年戰爭」中作為名狙擊手而揚名。但因那場戰爭「不死商人」禍旅買斷了槍支火藥而讓她吃盡苦頭，如今仍然將他視作敵人。最後被婁震華殺死並變成活死人
祭燕
紅鶴（聲：大原沙耶香）
黄烂自尼尔·卡姆伊租借的领土“黃爛仁雷府”的振武将军五千人长。战斗时，借由身体的一部分被替换为机械的“五行躰”，驱使着机关发动远程攻击。被忌息以龍炎所殺。
令公烈（聲：大川透）
被称为“尼尔·卡姆伊的黄烂”的“黄烂仁雷府”军人。
将“红龙”称为“大蜥蜴”，将尼尔·卡姆伊人蔑视为蛮族。以大刀为武器，有着一挥舞就能将好几名革命军战士吹飞的威力。被忌息以龍炎所殺。
白叡（聲：田丸篤志）
大將軍，黃爛軍「六傑」的萬人長之一。擁有黃爛的終極武器「麒麟船」。
雪蓮（聲：白石涼子）
神出鬼沒的謎之少女。其實是統治黃爛的女仙人「黃爛靈母」。

### 多納提亞
烏爾莉卡·蕾德斯瑪（聲：愛美）
多納提亞的「黑龍騎士團」第三團副團長，有著金黃色的長髮。
動畫版描述她喜歡史瓦羅可惜最後卻喪命於婁的手中。
西梅翁（聲：藤原啓治）
「黑龍騎士團」第三團團長。
艾努瑪耶爾·梅修維茨（聲：佐藤晴男）
多納提亞國教「教會」祭司。
祝紀（聲：安濟知佳，另譯：祝諾莉）
忌息雙胞胎的妹妹。原本以为在“七年战争”当中和先王耶玛多一起被杀害，却被多纳提亚拥立为尼尔·卡姆伊的新王，并突然地返回尼爾卡姆伊。而成为尼尔·卡姆伊的王之人只有与“红龙”交换契约的“契约之子”（在動畫版日文名稱改成同音異字）。

### 龍
赤龍（聲：大塚芳忠）
世界七柱之一，守護島國尼爾加姆伊，全名「化身熾焰的赤龍」。
黑龍（聲：中田讓治）
世界七柱之一，多納提亞的守護神龍，全名「歪曲猛獸的黑龍」。
與其他的龍不同，和多數人類交換契約，並分別給予那些人類「龍之力」。得到力量的人類便能加入「黑龍騎士團」。
藍龍
世界七柱之一，與多納提亞締結契約的神龍，全名「引導海洋的藍龍」。
綠龍
世界七柱之一，與多納提亞締結契約的神龍，全名「融入樹海的綠龍」。
紫龍
世界七柱之一，全名「魅惑水晶的紫龍」。
白龍
世界七柱之一，全名「吞噬風暴的白龍」。
無色龍
世界七柱之一，全名「識遍萬世的無色龍」。

### 海嘉都市
禍旅·雷鳳·古拉姆修達魯（聲：石塚運昇）
活了超過百歲的「不死商人」，擁有大量的金錢與情報網，為了持續的活著，全身上下都已經被替換成機械。與尼尔·卡姆伊的守护龙“赤龍”也是朋友
索爾（聲：木村良平）
禍旅的心腹之一。从头部到尾骶骨都有着蝎子型魔物特征的“混杂者”少年。
负责从打杂到以国家为对象的大型案件的大幅度工作，不过对于“联系者”和“混杂者”以外的人采取冷淡的态度。
因此，总是让同事夏蒂感到担心。
夏蒂（聲：悠木碧）
禍旅的心腹之一，与蛇型魔物聯結共生的「連接者」。
对于即便是对受到差别待遇的阶级“联系者”和“混杂者”也毫无隔阂地对待的祸古拉巴感到尊敬，与同事索尔一起利落地处理着各种工作。
因其开朗的性格而给人留下很好的印象，因此，负责为口无遮拦的索尔善后。

### 其他
密思卡（聲：今村彩夏）
駕馭大象的獸師。

## 名詞解說

### 國家勢力
尼爾加姆伊
故事發生的島國，位於大國多納提亞與黃爛之間，屬亞熱帶氣候，島上大部份地方被荒野、密林火山帶覆蓋。
有著「魔素流」造成異常極端的氣候，並有眾多的魔物。世界僅有七柱龍之一「赤龍」所守護的國家，被名為「煌統種」的一族統治著，具有特殊的宗教形式。。
在爭奪霸權的大國之間，七柱龍之一「赤龍」發生異變，令島上形勢變得極為不穩定。
多納提亞
世界最强的军事国家，与世界七柱的龙当中的“黑龙”等三柱龙有契约。最大战力是得到黑龙宠爱的“黑龙骑士团”。直接与黑龙契约的黑龙骑士仅30人，但其力量却是一骑当千。
此外，在称为“教会”的宗教之下，人民以强大的团结力集结在一起，构筑起国力强大的基础。但在近数十年由于黄烂的反击以及军部和教会的互相掣肘，领土有着缩小的倾向。
黃爛
发展经济和技术的多民族国家。以平等为宗旨，十分重视国民的现世利益。
使黄烂拥有足以二分世界的国力的是集中运用大炮及毛瑟枪等技术的陆海军。
统领国家的是令灵魂轮回转生而获得永生的名为“黄烂灵母”的女性。崇拜着她的宗教组织“八爪会”拥有被称为武装僧侣的暗杀者，将违背黄烂灵母意志之人埋葬。

### 獨自概念
煌统种
过去在岛国尼尔·卡姆伊的奥加尼火山降临的神之一族，被岛民作为信仰对象地崇拜着，自古以来担当岛的统治。经由和尼爾加姆伊的守护龙“赤龍”交换契约，而获得了强大的“龙之力”。忌息和祝紀是其末裔。
契约之子
与“赤龍”交换契约而被授予“龙之力”的“煌统种”。作为契约的证明，额头上会出现角。
对于尼爾加姆伊的人民来说，身为“契约之子”即是成为王的理由，但对于他国之人来说不过是次代王的候补而已。在流传于尼爾加姆伊的传说中有着“持牵绊之魂化作利刃扫除国难”之言，而忌息也得到了这种力量……。
混成调查队
由于尼爾加姆伊的守护龙“赤龍”突然狂乱，而由尼爾加姆伊、黄烂、多纳提亚三国以讨伐“赤龍”为目的而派遣的部队。由各国的精锐构成，来自多纳提亚的斯瓦罗、来自黄烂的娄、甚至作为尼爾加姆伊代表的拥有王族血统的“煌统种”忌息也加入其中。
联系者
经由尼爾加姆伊所流传的仪式，与魔物通过特殊的途径联系的存在。由于其能够控制强大的魔物之力，而被作为人间兵器利用。会和联系的魔物共有生命，不管哪一方死去，另一方也会丧生。也许是因为与魔物共有生命的弊端，一般都活不过15岁。
五行體

## 出版書籍

### 單行本
| 集數 | 日文標題 | 中文標題              | 講談社         | 講談社                 |
| 集數 | 日文標題 | 中文標題              | 發行日期       | ISBN                   |
| ---- | -------- | --------------------- | -------------- | ---------------------- |
| Ⅰ    |          | 第一夜 歸來人之島     | 2012年6月15日  | ISBN 978-4-06-138830-7 |
| Ⅱ    |          | 第二夜 龍的爪痕       | 2012年9月14日  | ISBN 978-4-06-138840-6 |
| Ⅲ    |          | 第三夜 妖劍亂舞       | 2012年12月14日 | ISBN 978-4-06-138847-5 |
| Ⅳ    |          | 第四夜 夜會擾亂       | 2013年4月16日  | ISBN 978-4-06-138859-8 |
| Ⅴ    |          | 第五夜 契約之城       | 2013年9月13日  | ISBN 978-4-06-138876-5 |
| Ⅵ    |          | 第六夜（上） 夢幻迴廊 | 2014年2月14日  | ISBN 978-4-06-138890-1 |
| Ⅵ    |          | 第六夜（下） 最終結束 | 2014年6月13日  | ISBN 978-4-06-138897-0 |

Chaos Dragon 赤龍戰役
作者：三田誠、插圖：しまどりる
| 集數 | 星海社         | 星海社                 |
| 集數 | 發行日期       | ISBN                   |
| ---- | -------------- | ---------------------- |
| 1    | 2015年7月15日  | ISBN 978-4-06-139919-8 |
| 2    | 2015年9月18日  | ISBN 978-4-06-139924-2 |
| 3    | 2015年12月16日 | ISBN 978-4-06-139931-0 |

## 電視動畫
《Chaos Dragon 赤龍戰役》（Chaos Dragon 紅龍戰役／混沌之龍 赤龍戰役）2015年7月開始播放。

### 製作人員
- 原作：混沌計劃
- 監督：松根昌人
- 總監督：橘秀樹
- 故事原案：三田誠
- 角色原案：虛淵玄、奈須蘑菇、紅玉伊月、島戶莉瑠、成田良悟
- 系列構成、編劇：小太刀右京
- 系列構成助理、聯合編劇：會川升
- 角色設計：瀧本祥子
- 美術監督：明石聖子
- 色彩設計：小島真喜子
- 攝影監督：廣岡岳
- 3D監督：濱村敏郎
- 編集：坪根健太郎（日语：坪根健太郎）
- 音響監督：岩浪美和
- 音樂：崎元仁
- 動畫製作：SILVER LINK.、CONNECT

### 主題曲
片頭曲「ISOtone」
作詞、作曲、編曲：R・O・N，主唱：昆夏美
第1話作片尾曲使用。
片尾曲
「Delta Decision」（第2－11話）
作詞：中野愛子，作曲、編曲：uz，主唱：艾哈（澤城美雪）、婁（內田真禮）、梅莉爾（照井春佳）
第1話未使用。
「Sleep without a memory」（第12話）
作詞、作曲、編曲：R・O・N，主唱：昆夏美

### 各話列表
| 話數     | 日文標題 | 中文標題 | 劇本              | 分鏡       | 演出              | 作畫監督                                                 | 總作畫監督        |
| -------- | -------- | -------- | ----------------- | ---------- | ----------------- | -------------------------------------------------------- | ----------------- |
| 第一幕   |          | 一殺多生 | 小太刀右京        | 渡部高志   | 立仙裕俊          | 兵渡勝、丹羽信礼                                         | 瀧本祥子          |
| 第二幕   |          | 二律背反 | 小太刀右京 會川昇 | 德本義信   | 德本義信          | 明珍宇作                                                 | 明珍宇作 瀧本祥子 |
| 第三幕   |          | 三位一體 | 小太刀右京        | 大沼心     | 島崎奈奈子        | 藤原未來夫、木下勇喜 本田創一、宋真英                    | 瀧本祥子          |
| 第四幕   |          | 四面楚歌 | 小太刀右京        | 竹之內和久 | 立仙裕俊          | 井嶋惠子、山犬守                                         | 佐野隆雄          |
| 第五幕   |          | 五里霧中 | 會川昇            | 島津裕行   | 横田一平          | 北原大地、中西和也                                       | 瀧本祥子          |
| 第六幕   |          | 六道輪迴 | 會川昇            | 福田道生   | 小川浩司          | 萩原正人、千葉孝幸 小川浩司 Kwon yong sang Kim bong deok | 佐野惠一          |
| 第七幕   |          | 七轉八起 | 會川昇            | 橘秀樹     | 立仙裕俊          | 井嶋惠子、丹羽信禮 原友樹、重松佐和子                    | 瀧本祥子          |
| 第八幕   |          | 八面玲瓏 | 小太刀右京        | 德本義信   | 德本義信          | 明珍宇作、北原大地                                       | 瀧本祥子          |
| 第九幕   |          | 九十九折 | 會川昇            | 島津裕行   | 篠原正寛          | 松本文男、木下勇喜 本田創一、北原章雄                    | 瀧本祥子          |
| 第十幕   |          | 十死一生 | 會川昇            | 島崎奈奈子 | 島崎奈奈子        | 中西和也、山犬守                                         | 瀧本祥子          |
| 第十一幕 |          | 百鬼夜行 | 會川昇            | 福田道生   | 小川浩司 千葉孝幸 | 萩原正人 Kwon yong sang Kim bong deok                    | 瀧本祥子          |
| 第十二幕 |          | 千載一遇 | 小太刀右京        | 竹之内和久 | 立仙裕俊          | 原友樹、丹羽信禮 井嶋惠子                                | 瀧本祥子          |

### 播放電視台
日本深夜動畫：下文記載的日本国内播放時間使用日本標準時間（UTC+9）表示。因為部分時間标识會採用30小时制，因此請留意这类超过24:00的时间，其實際播放時間為翌日清晨。
| 播放地區 | 播放電視台     | 播放日期              | 播放時間（UTC+9）   | 所屬聯播網 | 備註           |
| -------- | -------------- | --------------------- | ------------------- | ---------- | -------------- |
| 東京都   | 東京都會電視台 | 2015年7月2日－9月17日 | 星期四 22:30－23:00 | 獨立局     |                |
| 京都府   | 京都放送       | 2015年7月3日－9月18日 | 星期五 1:00－1:30   | 獨立局     |                |
| 日本全國 | BS11           | 2015年7月3日－9月18日 | 星期五 1:00－1:30   | 衛星電視   | 「ANIME+」節目 |
| 兵庫縣   | SUN電視台      | 2015年7月3日－9月18日 | 星期五 1:30－2:00   | 獨立局     |                |

### 藍光／DVD
| 卷 | 發售日         | 收錄話         | 規格編號   | 規格編號   |
| 卷 | 發售日         | 收錄話         | 藍光       | DVD        |
| -- | -------------- | -------------- | ---------- | ---------- |
| 1  | 2015年9月16日  | 第1話－第2話   | TBR-25303D | TDV-25309D |
| 2  | 2015年10月14日 | 第3話－第4話   | TBR-25304D | TDV-25310D |
| 3  | 2015年11月18日 | 第5話－第6話   | TBR-25305D | TDV-25311D |
| 4  | 2015年12月16日 | 第7話－第8話   | TBR-25306D | TDV-25312D |
| 5  | 2016年1月20日  | 第9話－第10話  | TBR-25307D | TDV-25313D |
| 6  | 2016年2月17日  | 第11話－第12話 | TBR-25308D | TDV-25314D |

## 外部連結
- （日語）RED DRAGON官方網站 （页面存档备份，存于）
- （日語）Chaos Dragon 官方網站
  - （日語）電視動畫「Chaos Dragon 赤龍戰役」官方網站
    - （日語）電視動畫「Chaos Dragon 赤龍戰役」官方的X（前Twitter）

  - （日語）桌上遊戲「Chaos Dragon 霸王春秋」官方網站 （页面存档备份，存于）
  - 手機遊戲「Chaos Dragon 混沌戰爭」官方網站 （页面存档备份，存于）